# Caloptilia monticola
Caloptilia monticola är en fjärilsart som beskrevs av Tosio Kumata 1966. Caloptilia monticola ingår i släktet Caloptilia och familjen styltmalar. Inga underarter finns listade i Catalogue of Life.